# Hometown
HomeTown var ett irländskt pojkband med sex medlemmar, skapat och drivet av Louis Walsh. Bandet bestod av Cian Morrin, Dayl Cronin, Dean Gibbons, Josh Gray, Ryan McLoughlin och Brendan Murray. De var signade för RCA Records. 
Bandets första singel, "Where I Belong", skriven av rockbandet Kodaline, debuterade som nummer 1 i Irland år 2014. Deras andra singel, "Cry for Help", släpptes den 27 mars 2015 och nådde förstaplatsen på Irish Singles Chart. Den 23 oktober 2015 släppte Hometown sin tredje singel, "The Night We Met", skriven One Direction-medlemmen Liam Payne och Jamie Scott, som är med på deras debutalbum HomeTown, släppt den 20 november 2015. 
I december 2016 meddelade Hometown att de skulle ta en paus på obestämd tid för att fokusera på egna projekt.
Den 16 december 2016 stod det klart att Brendan Murray kommer att representera Irland i Eurovision Song Contest 2017 i Kiev.